# Athlete with Wand
Athlete with Wand je americký němý film z roku 1894. Režisérem je William Kennedy Dickson (1860–1935). Film trvá asi půl minuty a zobrazuje atleta, jak drží hůl. Hůl drží oběma rukama a s její pomocí se protahuje. Sportovec vystřídá několik póz, přičemž se na něj dívá pes, který leží kousek od něj. Snímek natočilo studio Edison Studios, které vzniklo v roce 1894.
Film je de facto remakem snímku Newark Athlete z roku 1891, na kterém se jiný muž protahuje s indickými kužely na žonglování. V obou případech není jasné, kdo ve filmu vystupoval. Snímek je volným dílem.